# Mundwerk (Album)
Mundwerk ist das sechste Studioalbum von Thomas Godoj. Mit Mundwerk ist zum einen sein Instrument, seine kraftvolle Stimme gemeint, aber auch das Räderwerk, das im heutigen Musikbusiness notwendig ist, das ineinandergreifen muss, um sich zu behaupten. Es wurde am 23. September 2016 von seinem eigenen Musiklabel Tomzilla Musik in Kooperation mit F.A.M.E Recordings veröffentlicht. Wie schon das vorangegangene Album wurde auch Mundwerk per Crowdfunding finanziert.

## Entstehung
Wie schon 2014 wurde auch für dieses Album die Finanzierung über die Crowdfunding-Plattform Startnext gesichert. Die Kampagne startete am 22. Januar 2016 und das Fundingziel lag wieder bei 55.000 €. Dieses Ziel musste auch im Rahmen dieser Kampagne in einem bestimmten selbst gewählten Zeitraum erreicht werden, damit das Geld zur Auszahlung kommen konnte und es muss zweckgebunden eingesetzt werden. Am Ende der Finanzierungsphase, am 26. März 2016, waren über 186.000 € zusammengekommen. Am 17. September 2016 wurde das Album im Rahmen eines Release-Konzertes vor dem Veröffentlichungstermin in Haltern am See vorgestellt.

## Cover
Entsprechend der Albumbezeichnung ließ er sich für das Cover von der Bodypainting-Künstlerin Gesine Marwedel sein „Mundwerk“ auf den Körper malen. Symbolisch steht das gemalte Räderwerk für sein Handwerk, ergänzt durch Herz und Blutadern. Diese stehen für das Innerste, das ein Künstler durch seine Songs preisgibt.  Auf der Vorderseite des Albums ist vom Mund bis zum Ellenbogen die linke Körperseite des bemalten Oberkörpers von Thomas Godoj zu sehen, die rechte bemalte Schulterpartie findet man auf der Rückseite, auf der auch alle Songtitel aufgelistet sind. Farblich ist das Cover in Rot- und Beigetönen gestaltet. Das untere Drittel ist in Rot gehalten, das in weißen Großbuchstaben und mit einer weißen Umrandung MUNDWERK enthält. Rechts oben stehen ebenfalls in Großbuchstaben untereinander die Wörter Thomas Godoj, wobei Godoj größer und fetter gedruckt ist. Für das Artwork des gesamten Booklets zeichnet Nils Eichmann verantwortlich. Im Booklet befinden sich alle Songtexte sowie Ergänzungen zum Hintergrund des jeweiligen Songs.

## Themen und Titelliste
Die ausschließlich deutschen Texte beschäftigen sich mit zwischenmenschlichen Themen, sind aber auch gesellschaftskritisch oder transportieren die Hoffnung, dass sich alles zum Guten wenden wird.
In Hallo Zeit „führt er ein Zwiegespräch mit der Zeit, und stellt fest, dass er es versäumt hat, sie häufiger bewusst zu erleben.“ In diesen schnelllebigen Zeiten eine Frage, die seiner Meinung nach öfter gestellt werden sollte. Der Song ist jedoch auch ein Rückblick auf die Jahre, die er im Musikbusiness tätig ist.
Lebendig ist ein Song, der rekapituliert, ob der eingeschlagene Weg, die getroffenen Entscheidungen richtig sind und der zu dem Schluss kommt „Alles hat seine Richtigkeit“.
Erwachsene bremsen sich manchmal selbst aus, in dem sie Entscheidungen immer wieder hinterfragen, statt wie Kinder, die „laufen immer drauf los, wild und egal wie weit“. Er ist der Meinung, dass wir Erwachsene diesem kindlichen Instinkt häufiger folgen sollten.
Einfach nur Mensch sein, sollte seiner Ansicht nach in der heutigen Zeit, in der jeder Einzelne jeden Tag vor Herausforderungen steht, unser Ziel sein. Eine Textstelle im gesellschaftskritischen Song: „Und in allen Gesichtern, allen Farben der Welt, kann ich sehn'n, was uns zusammen hält.“ Die Flüchtlingsthematik hatte ihn sehr bewegt, war er doch als Kind selbst mit seinen Eltern aus Polen gekommen.
Nach dem Verlust eines geliebten Mensch realisierte er, wie er sagt, nach der ersten Trauer, dass man diesen Menschen nicht verloren hat, weil man ihn in der Erinnerung immer mit sich trägt. In Du bist dabei wird dies thematisiert: „Wenn ich meine Augen schließe, dann erfüllt sich meine Welt mit deinem Licht.“
Eine der im Rahmen der Crowdfunding-Aktion 2016 erwerbbaren Leistungen, war das Einsingen eines Songs zusammen mit Thomas Godoj in einem Backing-Chor. Am 9. Juli 2016 wurde der Song Frequenzen zusammen eingesungen. Inhaltlich beschäftigt sich der Song damit, dass zwischen zwei Menschen oftmals Dinge passieren, die rational nicht zu erklären sind – die die Betroffenen selbst vielleicht nicht verstehen.
Musikalisch experimentiert er auf diesem Album mehr mit elektronischen Elementen. Für den Titelsong Mundwerk bekommt er Unterstützung von Said (Rapper), der im markanten Sprechgesang meint: „man sollte tun was einem wichtig ist, so lange Blut durch die Adern fließt. Suche nach dem Paradies, halt dich fest an dem, was dich träumen lässt“. Geht es inhaltlich doch um sein Kapital, wie er selbst sagt, seinen Gesang. Aber auch um die Maschinerie, die seine Gedanken zu Wörtern formen lässt und seinen Traum, sich im Musikbusiness zu behaupten, am Laufen hält.

### Musikvideo
Die Single Mensch sein wurde am 1. Juli 2016 vor dem Album als Download veröffentlicht. Sowohl auf dem Album wie auch in den Download-Portalen findet man den Song unter der Bezeichnung #MNSHSN.
Für das Video zur Single wurden am 25. April 2016 per Facebook von der Göttinger Firma DLuxe Media ein Casting gestartet. Gesucht wurden: „Für einen kunstvollen und emotionalen Clip zum Thema Menschlichkeit [...] Persönlichkeiten mit unterschiedlichen ethnischen Wurzeln, die kein Problem damit haben, sich in ihrer natürlichen Form vor der Kamera zu zeigen.“ Tobias Langer und Daniel Barbosa, die Geschäftsführer von DLuxe Media, die selbst auch Musiker sind, hatten den Song zusammen mit Heike Kospach auch komponiert und getextet. Heike Kospach textete unter anderem Stadt von Adel Tawil. Gedreht wurde am 3. Mai 2016 in Bielefeld in einem komplett weißen Studio mit Hohlkehle, die den Eindruck eines endlosen Raums vermittelt. Zu sehen sind zwölf nackte Menschen, die das Wort „Mensch“ in verschiedenen Sprachen auf der Brust gemalt tragen. Regie führte Tobias Langer und Lars Zacharias zeichnet als Kameramann verantwortlich.

## Tour

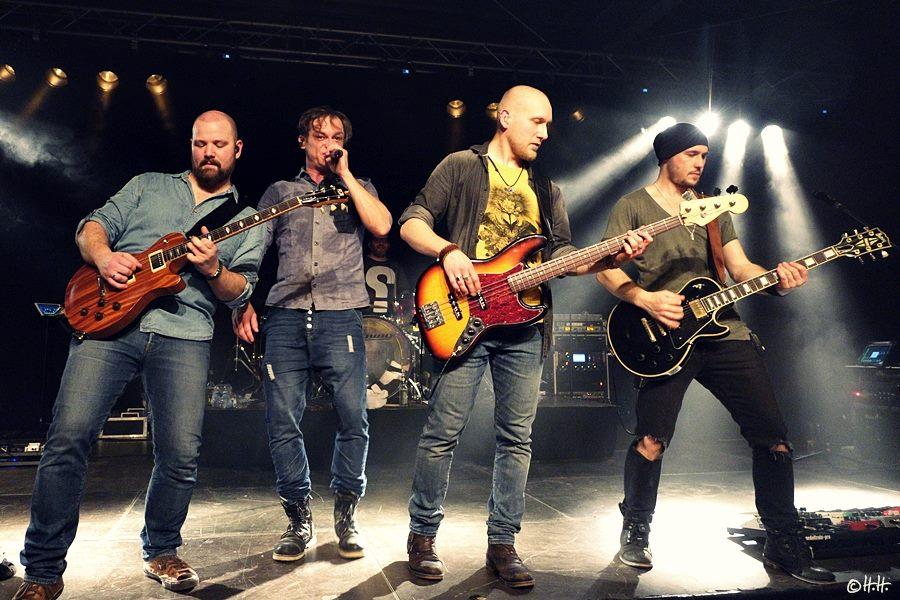
Mundwerk-Tour 2016 (von links: Sebastian Netz, Thomas Godoj, Sebastian Heuckmann, Thomas Spindeldreher; hinten: Olli Schmitz)

Die gleichnamige Tour zum Album startete am 18. November 2016 in Frankfurt am Main und endete am 11. Dezember 2016 in Leipzig. Auf dieser durch 13 Städte führenden Tour wurde er von Sebastian Netz, Thomas Spindeldreher (beide Gitarre), Sebastian Heuckmann (E-Bass) und Olli OZ Schmitz (Schlagzeug) begleitet. Bei den letzten beiden Terminen spielte René Lipps, der auch drei der Songs des aktuellen Albums komponiert und getextet hatte, statt Sebastian Netz die Gitarre. Diese Band hebt Torsten Meyer von deutsche-mugge.de bei seinem Konzertreview dieses Mal heraus: „So sehr Godoj mit seiner angenehm tiefen Stimme glänzt, mit seiner Natürlichkeit die Leute für sich einnimmt, auf der Bühne schweißgebadet die Rampensau gibt, so sehr muss man im gleichen Atemzug seine Band nennen, ohne die all das nicht funktionieren würde. Wie immer dominiert Sebastian Netz mit seiner Gitarre das Klangbild. Drummer Olli Schmitz prügelt mal brachial, dann wieder wohltuend sparsam auf seine Felle und auch Thomas Spindeldreher an der zweiten Klampfe sowie der Bassmann Sebastian Heuckmann überzeugen voll und ganz. Das darf ja auch ruhig mal erwähnt werden.“

## Resonanz

### Auszeichnung
Für Mensch sein erhielt er am 8. April 2017 den drums.de Musik Fach-Award als Best Music Act National 2017. Der Preis wird auf der Musikmesse Frankfurt verliehen. Die Nominierung erfolgte zuvor zu 50 % durch eine Jury, deren Mitglieder erfolgreiche Akteure des Musik-Business sind und zu 50 % durch User, die die vorgestellten Videos per Votingverfahren beurteilen.